# Masters de Hamburgo 1988
El Abierto de Hamburgo de 1988 fue un torneo de tenis jugado sobre tierra batida, que fue parte de las Masters Series. Tuvo lugar en Hamburgo, Alemania, desde el 25 de abril hasta el 1 de mayo de 1988.

## Campeones

### Individuales
Kent Carlsson vence a  Henri Leconte, 6-2, 6-1, 6-4

### Dobles
Darren Cahill /  Laurie Warder vencen a  Rick Leach /  Jim Pugh, 6-0, 5-7, 6-4